# Görkem Can
Görkem Can (* 4. Mai 2000 in Gelsenkirchen) ist ein türkisch-deutscher Fußballspieler, der auf der Innenverteidigerposition spielt und der zuletzt bei Denizlispor unter Vertrag stand. Seit 2021 ist er vereinslos.

## Karriere

### Vereine
Görkem Can begann das Fußballspielen in der Jugend des VfL Bochum und wechselte später in die Jugend von FC Schalke 04. Mit der Schalker A-Jugend gewann er in der Saison 2018/19 die Westdeutsche Meisterschaft. Als Kapitän zählte er mit 10 Toren und einem Assist zu den Leistungsträgern. Im Januar 2020 wechselte Can zum FC Groningen; dort unterschrieb er einen Zweijahresvertrag. Nach einem Jahr ohne Pflichtspieleinsatz für Groningens Profimannschaft wechselte er im Januar 2021 zum türkischen Erstligisten Denizlispor und kam in der Rückrunde 2020/21 zu drei Ligaeinsätzen.

### Nationalmannschaft
Can repräsentierte den Deutschen Fußball-Bund in den Jahren 2015 und 2016 in drei Juniorenländerspielen, 2019 war er mehrfach für türkische Nachwuchs-Nationalmannschaften aktiv.